# Camilla Baginskaite
Camilla Baginskaite (ur. 24 kwietnia 1967 w Wilnie jako Kamilė Baginskaitė) – litewska szachistka i trenerka szachowa (	FIDE Instructor od 2013), reprezentantka Stanów Zjednoczonych od 1997, arcymistrzyni od 2002 roku.

## Kariera szachowa
W 1986 startowała w finale indywidualnych mistrzostw Związku Radzieckiego, rozegranych w Frunze. W tym samym roku zdobyła w Wilnie brązowy medal mistrzostw świata juniorek do 20 lat, w następnym roku w Baguio zdobywając tytuł mistrzyni świata w tej kategorii wiekowej. Po rozpadzie ZSRR należała do ścisłej krajowej czołówki. W 1992 podzieliła I miejsce (wspólnie z Vesną Mišanović) w Novej Goricy, natomiast w Rewalu zdobyła, w barwach klubu „Miedź” Legnica, tytuł drużynowej mistrzyni Polski. W latach 1992, 1994 oraz 1994 trzykrotnie reprezentowała narodowe barwy na szachowych olimpiadach (za każdym razem na I szachownicy), oprócz tego w 1992 uczestnicząc również w drużynowych mistrzostwach Europy.
Podczas olimpiady w Erywaniu w 1996 poznała reprezentującego Stany Zjednoczone arcymistrza Aleksieja Jermolinskiego, w następnym roku wychodząc za niego za mąż. W 2000 zdobyła w Seattle tytuł mistrzyni Stanów Zjednoczonych (po zwycięstwie w dogrywce nad Eliną Groberman). W tym samym roku po raz czwarty wystąpiła w turnieju olimpijskim (kolejne dwa starty odnotowała w latach 2002 i 2006). W 2001 wystąpiła w rozegranym w Moskwie pucharowym turnieju o mistrzostwo świata, awansując do III rundy, w której przegrała z Xu Yuhua (wcześniej eliminując Swietłanę Prudnikową oraz Natašę Bojković). W 2009 odniosła kolejny sukces w karierze, zdobywając w Saint Louis srebrny medal indywidualnych mistrzostw Stanów Zjednoczonych.
Najwyższy ranking w dotychczasowej karierze osiągnęła 1 kwietnia 2002, z wynikiem 2365 punktów dzieliła wówczas 78. miejsce (wspólnie z Aną Matnadze) na światowej liście FIDE, jednocześnie zajmując 4. miejsce wśród amerykańskich szachistek. Najwyższe miejsce na świecie osiągnęła w dniu 1 lipca 1988, z wynikiem 2360 punktów zajmowała wówczas 17. miejsce.